# 中箕輪町
中箕輪町（なかみのわまち）は長野県上伊那郡にあった町。現在の箕輪町大字中箕輪・中曽根にあたる。本項では町制前の名称である中箕輪村（なかみのわむら）についても述べる。

## 地理
- 山：桑沢山
- 河川：天竜川

## 歴史
- 1875年（明治8年）2月18日 - 筑摩県伊那郡木下村・沢村・八乙女村・下古田村・上古田村・富田村・大出村・中原新田村・松島村が合併して中箕輪村となる。
- 1876年（明治9年）8月21日 - 中箕輪村が長野県の所属となる。
- 1879年（明治12年）1月4日 - 郡区町村編制法の施行により、中箕輪村が上伊那郡の所属となる。
- 1889年（明治22年）4月1日 - 町村制の施行により、中箕輪村が単独で自治体を形成。
- 1948年（昭和23年）11月3日 - 中箕輪村が町制施行して中箕輪町となる。
- 1954年（昭和29年）12月31日 - 伊那市の一部（大字西箕輪のうち中曽根）を編入。
- 1955年（昭和30年）1月1日 - 箕輪村・東箕輪村と合併して箕輪町が発足。同日中箕輪町廃止。

## 交通

### 鉄道路線
- 日本国有鉄道
  - 飯田線
    - 木ノ下駅 - 伊那松島駅 - 沢駅

### 道路
- 国道153号

現在は旧町域に中央自動車道の伊北インターチェンジ・箕輪バスストップが所在するが、当時は未開通。